# Anomala flavofasciata
Anomala flavofasciata är en skalbaggsart som beskrevs av Gilbert John Arrow 1912. Anomala flavofasciata ingår i släktet Anomala och familjen Rutelidae. Inga underarter finns listade i Catalogue of Life.